# Calle North Moore
La calle North Moore es una calle del barrio de TriBeCa, en el borough de Manhattan, de la ciudad de Nueva York, Estados Unidos. Discurre aproximadamente de este a oeste entre West Broadway y West Street.

## Etimología
El nombre que se suele mostrar como N. Moore Street, proviene de Benjamin Moore (1748-1816), el segundo obispo de la Diócesis Episcopal de Nueva York y el padre de Clement Clarke Moore.
La calle North Moore se confunde a veces con la antigua calle Moore, una calle corta situada cerca de Battery Park en el extremo sur de Manhattan.

## Historia
En 1969 el artista del movimiento artístico fluxus, Joe Jones abrió su Music-Store en la calle North Moore, 18 donde presentó sus repetitivas máquinas musicales en su ventana para que cualquier persona pudiese presionar los numerosos botones de las puertas para reproducir la música. También realizó pequeñas actuaciones musicales con el agrado de Yoko Ono y John Lennon, entre otros. Tras cerrar, la tienda se convirtió en el estudio de arte del artista de No Wave, Joseph Nechvatal, Jon Hassell y finalmente del videoartista Bill Viola antes de ser fusionado en el restaurante Walkers.

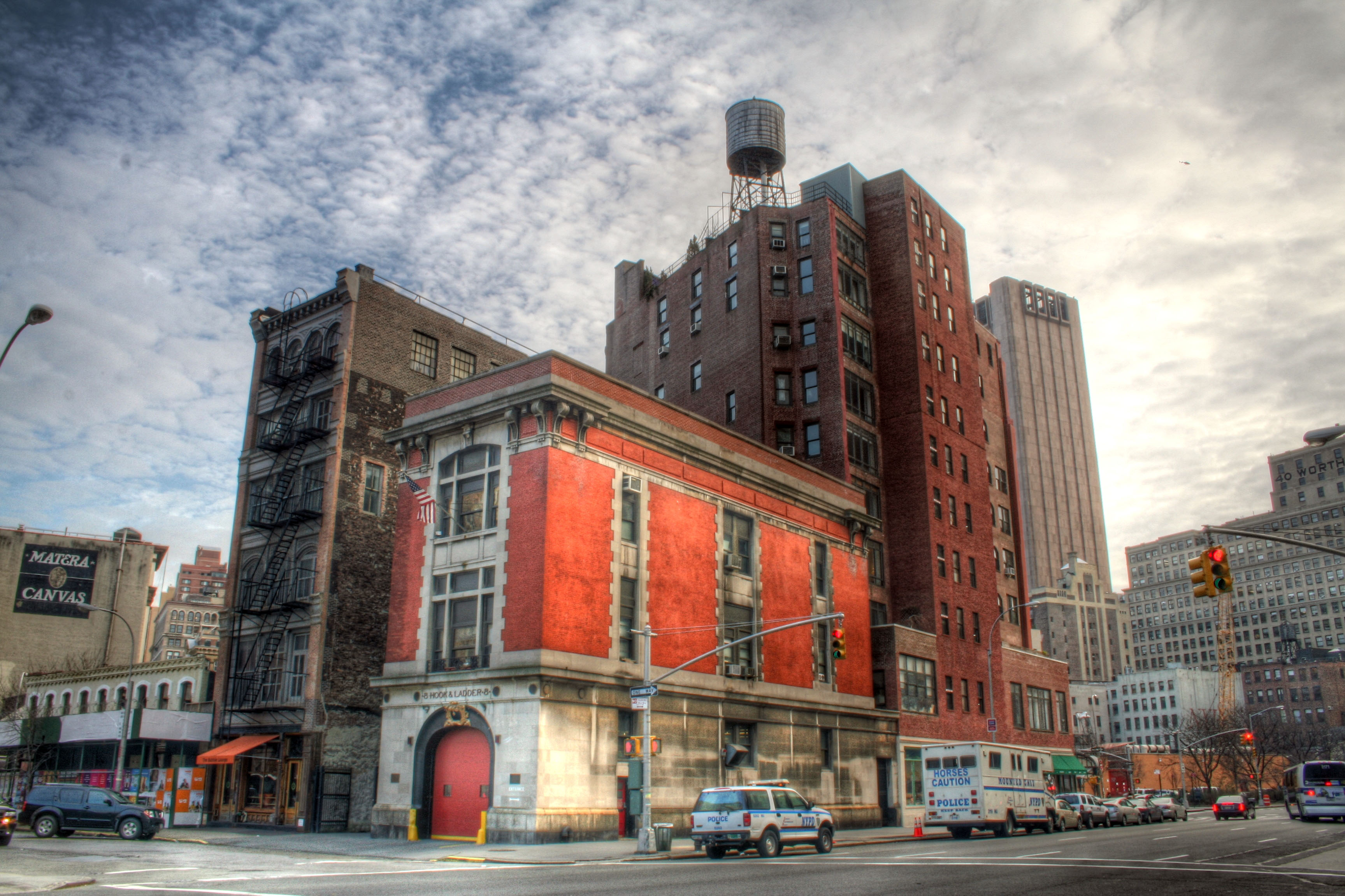
Estación, sede de Los Cazafantasmas.

Sin embargo, se hizo mundialmente famoso tras la filmación de la película Los Cazafantasmas donde se ubica la sede del Departamento de Bomberos de la Ciudad de Nueva Yorkl en el número 14 de la calle North Moore, en su intersección con la calle Varick y que actualmente, hoy en día se puede visitar.
También, en West Broadway con North Moore se ubicó parte de la filmación de la película Te puede pasar a ti, con Nicolas Cage y Bridget Fonda, además de Zoolander, protagonizada por Ben Stiller y de la película de animación Enchanted, de Walt Disney Pictures.